# GSV Eintracht Baunatal
Der Großenritter Sportverein Eintracht Baunatal e. V. (Kurzform: GSV Eintracht Baunatal) ist ein Sportverein aus dem hessischen Baunatal. In insgesamt fünfzehn Abteilungen werden Kultur und Sport miteinander verbunden. So gibt es Abteilungen für Theater, Musik und Karneval ebenso wie Fußball, Leichtathletik oder Turnen.

## Geschichte
Der Verein wurde 1907 in der bis 1966 eigenständigen Gemeinde Großenritte als Deutsche TG 1907 Großenritte gegründet. Nach der Fusion mit dem SV Eintracht Großenritte am 14. September 1933 nahm der Verein den Namen TuS 1907 Großenritte an. Nach dem Zweiten Weltkrieg vereinigte sich TuS 1907 mit den bereits 1933 verbotenen Arbeitersportvereinen ATSV 1919 Großenritte und Radsportverein Solidarität Großenritte zur SG Großenritte. Diese benannte sich 1946 in Turn- und Sportverein „Eintracht“ Großenritte e. V., kurz TSV Eintracht Großenritte, um, bevor der Verein im März 1983 den heutigen Namen annahm.

## Tischtennis
Die bekannteste Mannschaft des Vereins war zeitweilig die Damenmannschaft der Tischtennisabteilung. Diese spielte seit der Saison 2012/13 in der 2. Bundesliga/Nord.
Nachdem die Damenmannschaft knapp am Bundesligaaufstieg gescheitert war, wurde diese zur Saison 2014/15 zurückgezogen. In der Saison 2015/16 macht die Mannschaft einen Neustart in der Kreisliga Kassel und die 1. Herrenmannschaft spielt in der Bezirksliga.

## Handball
Ebenfalls überregional erfolgreich ist die Männer-Handballabteilung des GSV. Deren Aufschwung begann mit der Meisterschaft in der hessischen Landesliga Nord in der Saison 2004/05 und den damit verbundenen Aufstieg in die Oberliga Hessen. Nach vier Spielzeiten gelang im Mai 2009 die Meisterschaft in der Oberliga Hessen und die Mannschaft stieg dadurch in die Regionalliga Süd/West auf. In der Saison 2009/10 konnte die Mannschaft als Aufsteiger einen 4. Platz erreichen und qualifizierte sich damit für die neu gegründete 3. Liga. Nach vier Saisons in der 3. Liga wurde auch dort die Meisterschaft errungen und der Aufstieg in die 2. Bundesliga erreicht. Somit startet der GSV in der Saison 2014/15 erstmals in der 2. Bundesliga; nach Eröffnung eines Insolvenzverfahrens über das Vermögen der Eintracht Baunatal Handball-Bundesliga Spielbetriebs GmbH & Co. KG sowie deren Komplementär-Gesellschaft, der Eintracht Baunatal Handball Verwaltungs GmbH in der laufenden Spielzeit stand das Team schon vorzeitig als Absteiger fest.

## Fußball
Die erste offizielle Fußballmannschaft meldete in Großenritte 1919 der Vorgängerverein ATSV 1919 zum Spielbetrieb an. Nach dem Verbot des Arbeitersports 1933 musste sich der ATSV auflösen, alle Großrittener Sportvereine gingen in der Deutschen Turngemeinde auf.
Ins Rampenlicht trat der Großrittener Fußball jedoch erst Anfang der 1970er Jahre, als 1971 dem TSV Eintracht der Aufstieg in die drittklassige Oberliga Hessen gelang. Dem sofortigen Abstieg folgte 1973 die prompte Rückkehr und man spielte ein weiteres Jahr in der Oberliga, konnte sich jedoch erneut nicht halten und stieg 1974 wieder ab. Nachdem der Verein 1975 in die Fünftklassigkeit abrutschte, konnten sich die Fußballer jedoch stabilisieren und kehrten 1986 ein drittes und vorerst letztes Mal in die Oberliga Hessen zurück. Doch auch diesem Aufstieg folgte erneut der sofortige Wiederabstieg.
Die erste Herrenmannschaft belegte in der Saison 2022/23 in der siebtklassigen Gruppenliga Kassel Gruppe 1 den 2. Platz und verpasste damit knapp den Aufstieg.

## Bekannte Sportler
- Holger Brück, Fußballspieler
- Pamela Dutkiewicz (* 1991) – deutsche Leichtathletin (100-Meter-Hürdenlauf)
- Laura Hottenrott (* 1992) – deutsche Langstreckenläuferin
- Carolin Simon (* 1992) – Fußballspielerin